# Krankenhausgesellschaft St. Vincenz

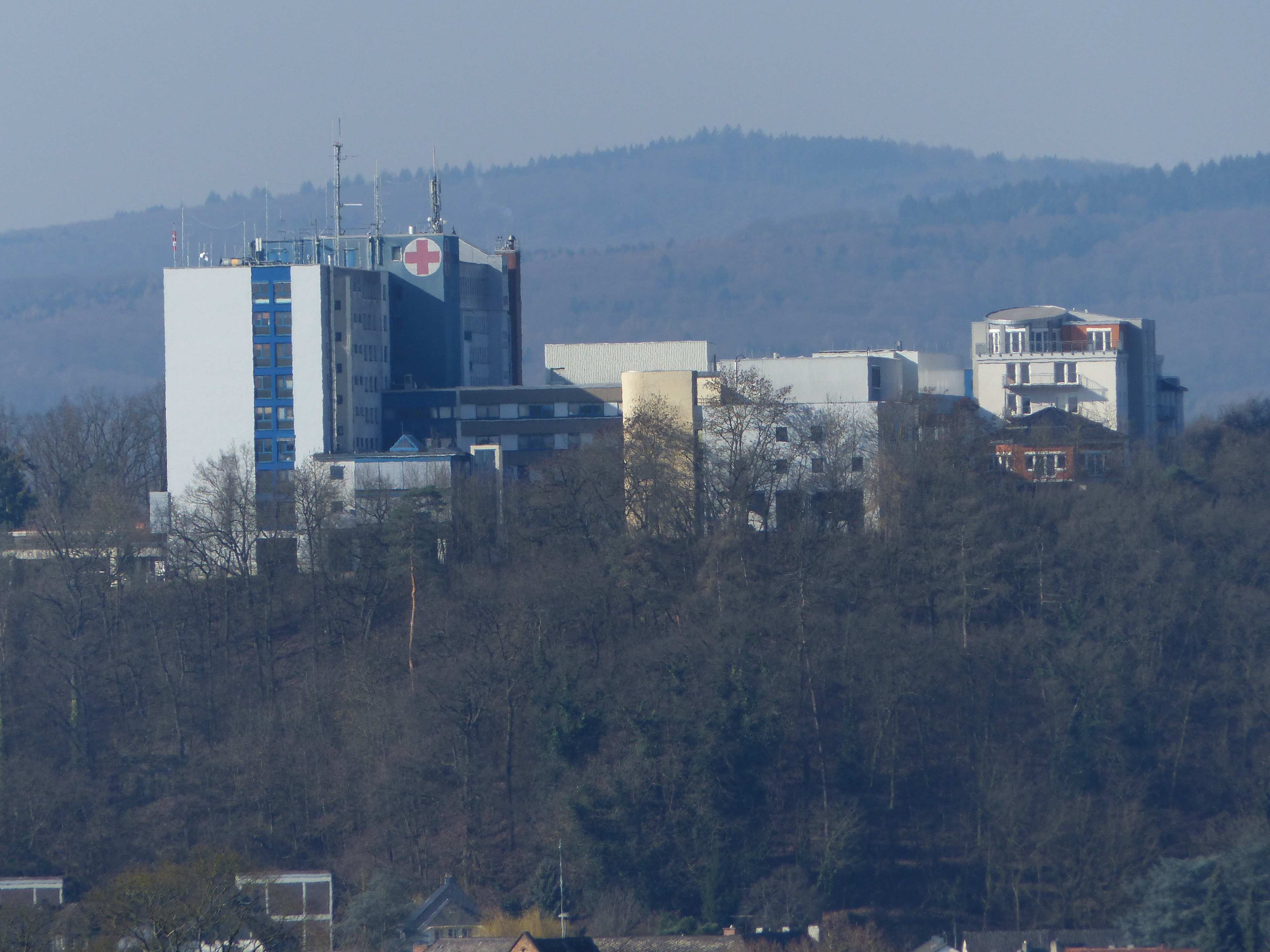
St. Vincenz-Krankenhaus Limburg (2016)

Die Krankenhausgesellschaft St. Vincenz ist eine nicht gewinnorientierte Unternehmensgruppe (gemeinnützige GmbH) in Trägerschaft zweier Stiftungen und verfolgt ausschließlich gemeinnützige Zwecke. Die nach dem Heiligen Vinzenz benannte Gesellschaft trägt Verantwortung für das St. Vincenz-Krankenhaus Limburg an der Lahn als Klinik der Schwerpunktversorgung, das St. Vincenz-Krankenhaus Diez als Haus der Grundversorgung und das Gesundheitszentrum St. Anna in Hadamar mit ambulanter medizinisch-pflegerischer Versorgung. Dort ist das erste Hospiz des Landkreises Limburg-Weilburg in Trägerschaft der Wiesbadener Hospizium GmbH etabliert. In eigener Trägerschaft werden an den Standorten Hadamar und Diez Medizinische Versorgungszentren (MVZ) geführt. Darüber hinaus ist die Krankenhausgesellschaft Mitgesellschafter der ebenfalls rheinland-pfälzischen Krankenhausgruppe Dierdorf-Selters.

## Geschichte
Anlass zur Gründung der Krankenhausgesellschaft am 1. Juli 2001 war die Fusion des St. Vincenz-Krankenhauses Limburg mit dem damaligen St. Anna-Krankenhaus Hadamar. Die Stiftung St. Vincenz Hospital, Limburg, ist mit 75 %, die St. Anna Stiftung, Hadamar, ist mit 25 % Anteil Gesellschafterin der Krankenhausgesellschaft St. Vincenz. Im Jahr 2006 wurde die stationäre Versorgung am St. Anna-Krankenhaus beendet, das Haus wurde als Gesundheitszentrum mit Leistungen zur ambulanten medizinischen und pflegerischen Versorgung weitergeführt.
Seit 1. Januar 2016 zählt nach einer Übernahme auch das ehemalige DRK-Krankenhaus Diez zu den Standorten der Krankenhausgesellschaft. Während das St. Vincenz Limburg Krankenhaus der Schwerpunktversorgung und Akademisches Lehrkrankenhaus der Justus-Liebig-Universität Gießen mit 15 Fachbereichen ist, wird im St. Vincenz Diez mit 140 Betten neben einem Schwerpunkt Geriatrie sowie ambulanter chirurgischer und internistischer Angebote die stationäre Grundversorgung vorgehalten.

## Organisationseinheiten

### St. Vincenz-Krankenhaus Limburg

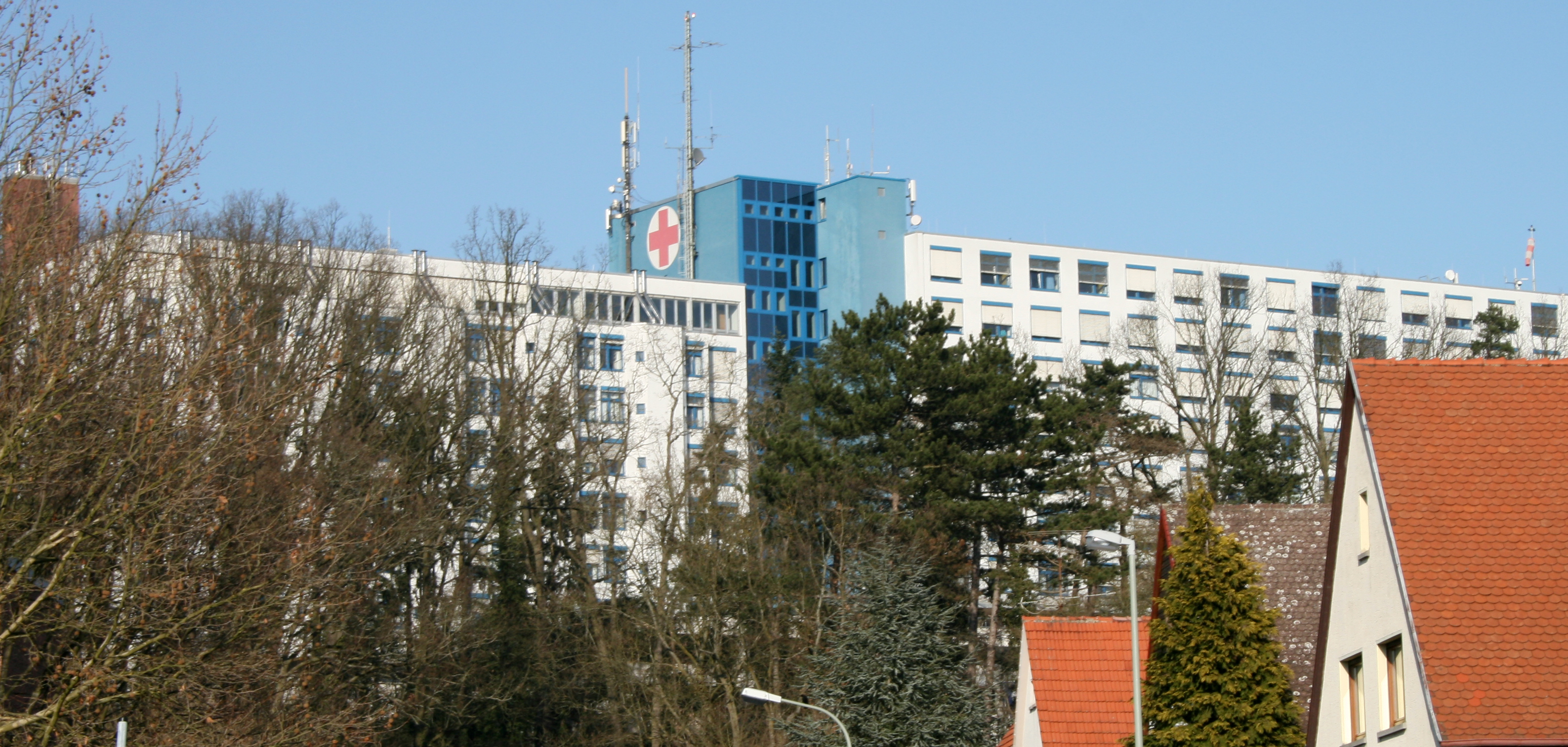
St. Vincenz-Krankenhaus Limburg (2008)

Als Krankenhaus der Schwerpunktversorgung versorgt die Klinik die mittelhessische Region Limburg mit dem angrenzenden Teil von Rheinland-Pfalz; pro Jahr werden rund 70.000 stationäre und ambulante  Patienten behandelt. Das Haus ist Akademisches Lehrkrankenhaus der Justus-Liebig-Universität Gießen, onkologischer Schwerpunkt mit zertifiziertem Brustzentrum, gynäkologischem Krebszentrum und Stroke Unit. Das Haus verfügt über 523 Betten in 15 Fachabteilungen, darunter 16 Dialyseplätze und 24 Intensivbetten; insgesamt 19 Monitorbetten sind auf der Stroke Unit und in der Kardiologie etabliert. Ein Institut für Pathologie ist angegliedert.

### St. Vincenz-Krankenhaus Diez
Das Diezer St. Vincenz-Krankenhaus ist ein Haus der Grundversorgung mit 140 Betten. Im Jahr 2020 wurde hier eine Hauptabteilung für Geriatrie etabliert. Die Fachbereiche Innere Medizin, Unfallchirurgie und Orthopädie sowie Allgemein- und Viszeralchirurgie arbeiten als standortübergreifende Zentren mit den jeweiligen Fachbereichen im St. Vincenz-Krankenhaus Limburg zusammen. Im Bereich Orthopädie und Neurochirurgie arbeitet das Diezer Haus mit Kooperationsärzten zusammen.
Medizinische Kompetenzen:
- Geriatrie
- Zentrum Innere Medizin
- Zentrum für Unfallchirurgie und Orthopädie
- Zentrum Allgemein- und Viszeralchirurgie
- Anästhesie und Intensivmedizin
- Gynäkologie (Belegabteilung)
- Wirbelsäulenchirurgie (Belegabteilung)
- Urologie (Belegabteilung)
- Interdisziplinäre Notaufnahme
- Praxiszentrum Chirurgie
- Praxiszentrum Orthopädie
- Praxiszentrum Innere Medizin

### Gesundheitszentrum St. Anna Hadamar

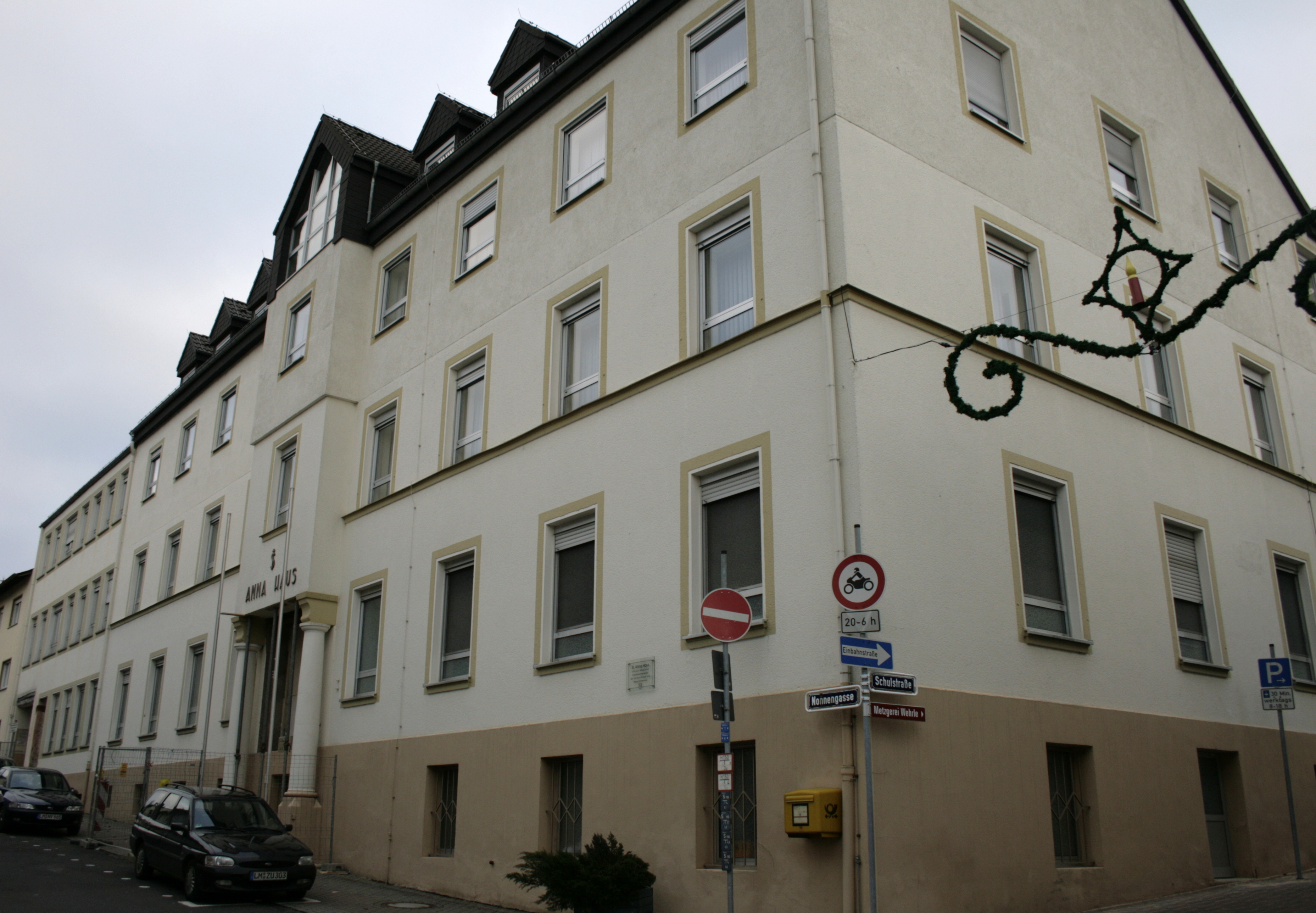
Annahaus Hadamar, 2008

Heute beheimatet das Gesundheitszentrum St. Anna Facharztpraxen, eine Praxis für Physiotherapie, eine Firma für Orthopädietechnik, ein Werksarztzentrum sowie eine Sozialstation des Caritasverbandes für den Bezirk Limburg. Auch ein in eigener Trägerschaft geführtes MVZ ist am Standort Hadamar integriert. Insgesamt arbeiten hier 16 therapeutische Einrichtungen unter einem Dach:
- Brast Orthopädie Schuhtechnik GmbH
- Caritas-Akademie St. Vincenz für Altenpflege
- Hausärztliche Gemeinschaftspraxis
- Hospiz Hadamar
- Praxis für Schmerztherapie
- Praxis für Chirurgie
- Praxis für Innere Medizin
- Praxis für Orthopädie
- Praxis für Kinder- und Jugendmedizin
- Praxis für Krankengymnastik
- Praxis Urologie
- Privatärztliche Praxis für Homöopathie und Primaristic
- Schlaflabor
- Sozialstation des Caritasverbandes
- Vincenz-Hebammen St. Anna

### Logistikzentrum MediLog
Am ICE-Bahnhof Limburg Süd (Railport Limburg) führt die Krankenhausgesellschaft eine Krankenhausapotheke. Die nach DIN 9001:2008 zertifizierte Zentralapotheke St. Vincenz hat einen Versorgungsauftrag für rund 4000 Betten im Landkreis Limburg-Weilburg und der benachbarten Kreise und beliefert 24 Kliniken. 232 Quadratmeter stehen für die Produktion von Zytostatika zur Verfügung. Zentrale Aufgabe der Einrichtung ist die Versorgung der Patienten im St. Vincenz-Krankenhaus. Zuständig ist die Zentralapotheke, aber auch für die Versorgung im Not- und Katastrophenfall wird eine enge Zusammenarbeit mit dem Gesundheitsamt gewährleistet.

### Aus-, Fort- und Weiterbildung

#### Berufsausbildung
Die BILDUNGSWERKstadt, die Akademie für Gesundheitsfachberufe der Krankenhausgesellschaft, befindet sich zentral in Limburg am Bahnhof Limburg (Lahn) und in Nachbarschaft zum Einkaufszentrum WERKStadt Limburg. Hier werden Menschen für Pflegeberufe und andere Funktionsbereiche ausgebildet. Insgesamt werden unter dem Dach der Krankenhausgesellschaft folgende Aus- und Weiterbildungen angeboten:
- Pflegefachmann bzw. Pflegefachfrau (mit Vertiefung in der Akutpflege oder Pädiatrie)
- Krankenpflegehelfer
- Medizinischer Fachangestellter
- Operationstechnischer Assistent (in Kooperation mit dem St. Elisabeth-Krankenhaus Neuwied und Asklepios Wiesbaden)
- Anästhesietechnischer Assistent
- Pharmazeutisch-kaufmännischer Angestellter
- Kaufmann bzw. Kauffrau für Büromanagement
- Kaufmann bzw. Kauffrau im Gesundheitswesen
- Elektroniker Fachrichtung Energie- und Gebäudetechnik
- Fachinformatiker für Systemintegration
- Koch bzw. Köchin

#### Fachweiterbildung
Für examinierte Pflegefachkräfte bietet die Krankenhausgesellschaft St. Vincenz verschiedene Möglichkeiten, sich beruflich weiterzuentwickeln. An der BILDUNGSWERKstadt werden derzeit die folgenden drei Fach- und Funktionsweiterbildungen für Mitarbeiter des Pflegebereichs angeboten:
- Weiterbildung Intensiv- und Anästhesiepflege
- Weiterbildung Notfallpflege
- Weiterbildung Praxisanleitung

#### Medizinstudium und Ärztliche Weiterbildung
Das St. Vincenz-Krankenhaus hat eine lange Tradition als Akademisches Lehrkrankenhaus der Justus-Liebig-Universität Gießen (JLU). Seit Ende 2021 gibt es eine zusätzliche Kooperation als Lehrkrankenhaus der Universitätsmedizin Neumarkt am Mieresch Campus Hamburg (UMCH) der Universität für Medizin, Pharmazie, Naturwissenschaften und Technik Târgu Mureș.
Generell können Studierende der Humanmedizin aus ganz Deutschland die letzten beiden Semester des Medizinstudiums (Praktisches Jahr) in Limburg absolvieren. Die Chefärztinnen und Chefärzte sind von der Ärztekammer Hessen zur Weiterbildung ermächtigt. Die ärztlichen Leiter der Fachabteilungen haben u. a. Lehraufträge an den Universitätsklinika Aachen, Bonn, Düsseldorf, Frankfurt, Göttingen und Heidelberg. Diverse Facharztausbildungen sind am St. Vincenz möglich.

## Wirtschaftliche Rahmendaten
Im Geschäftsjahr 2020 erwirtschaftete die Krankenhausgesellschaft bei Umsatzerlösen von 174 Millionen Euro (+ 6,7 % gegenüber dem Vorjahr) einen Konzernbilanzgewinn in Höhe von rund 3,1 Millionen Euro. Im gesamten Verbund der Gesellschaft waren in diesem Jahr 579 Betten vorhanden, 86 weniger als im vorangegangenen Geschäftsjahr. 24.152 Patienten (Fallzahlen nach Mitternachtsbeständen, ohne Neugeborene) wurden behandelt, knapp 1000 weniger als im Vorjahr. 1561 Neugeborene wurden verzeichnet, 39 mehr als im Jahr 2021. Die Pflegetage ohne Neugeborene beliefen sich auf gut 154.000 (2019: knapp 175.000). Die Geschäftsführung begründet die Rückgänge mit der Corona-Pandemie und Veränderungen bei der Pflegeabrechnung. Die Belegschaft wird im Durchschnitt des Jahres 2020 mit 1110 Vollkräften angegeben.